# 腐生植物

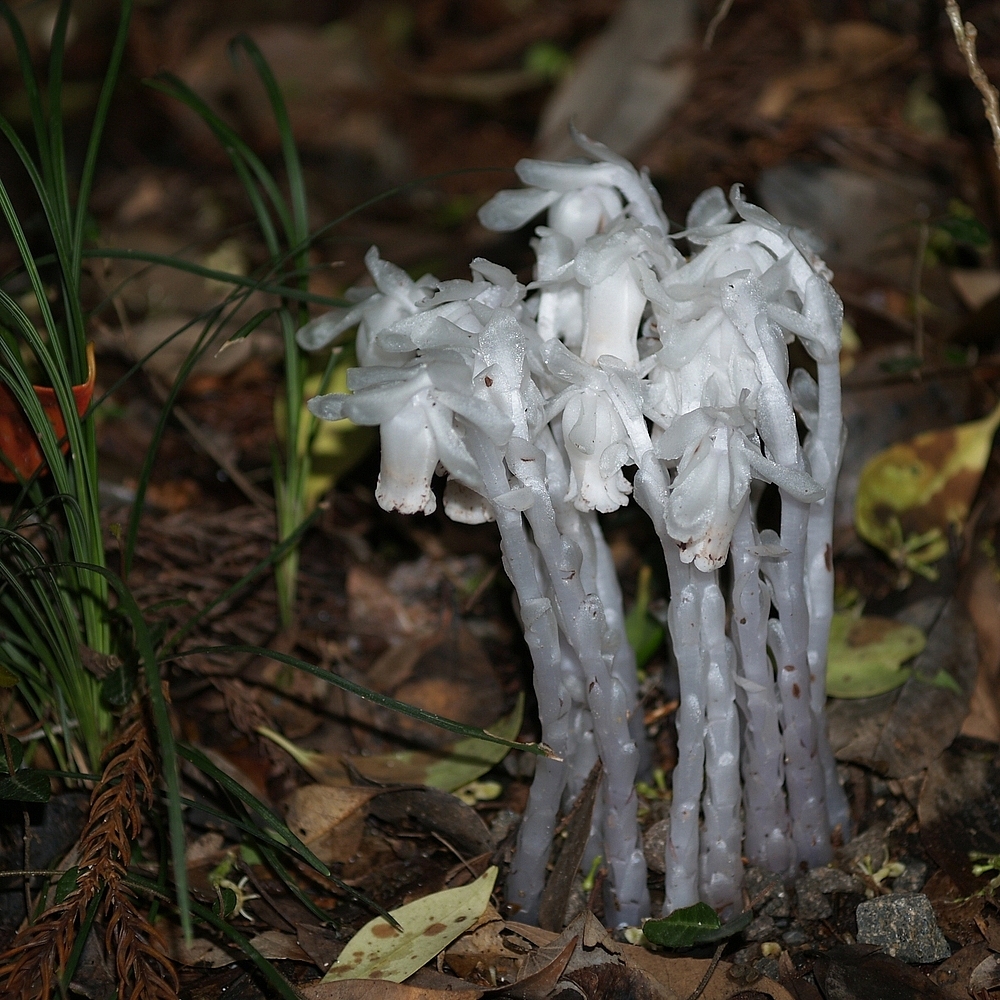
ギンリョウソウ Monotropastrum humile 兵庫県篠山市今田町 2006.5

腐生植物（ふせいしょくぶつ、saprophyte）とは、菌根を形成し、生存に必要な有機物を菌類から得ることで生活をする植物の古典的な呼称である。

## 特徴

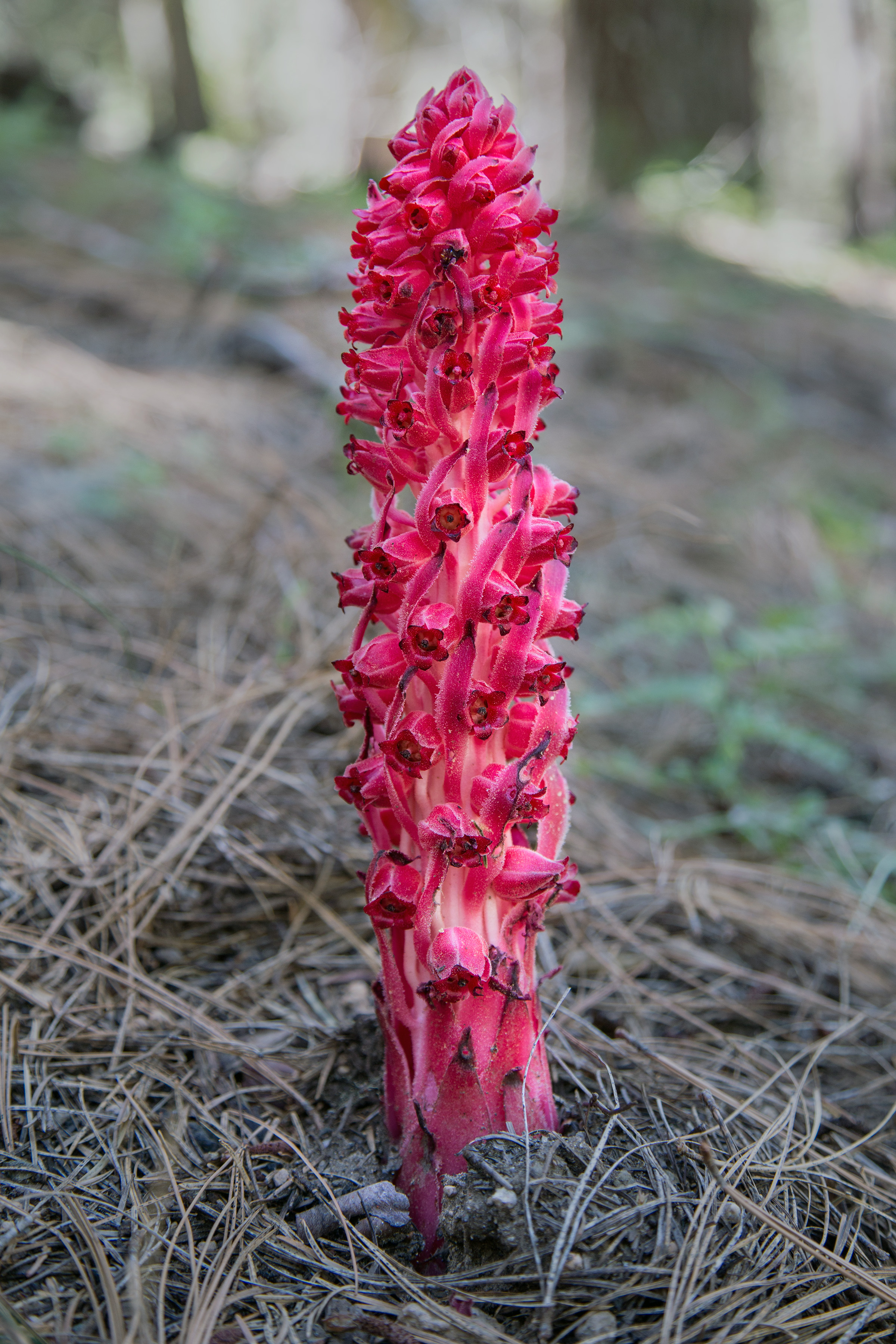
スノープラント Sarcodes sanguinea ヨセミテ国立公園 2013.5

腐生植物とは、種子植物の内で、植物体に光合成で自活する能力がなく、菌類と共生して栄養素を得て生活するものを指して呼ぶ言葉である。腐生は普通は菌類に対して使われる言葉で、生物死体などを分解して栄養とする生活形態のことである。ここではこう呼ぶものの、これらの植物が外界の有機物を直接摂取するわけではないし、得ている有機物の源泉も多様である。その実際の生活様式はむしろ菌類への寄生であり、最近はその実態をより正確に示すものとして菌従属栄養植物（Myco-heterotrophy）という名が提案されている。
これらの植物はほとんど、ないしはまったく葉緑体を持たない。全株が真っ白であるものや、逆にほとんど真っ黒のものもある。葉は鱗片状に退化し、茎にまとわりつく。したがって、地上から伸びた茎の先に花だけが並んでいる、といった状態になる。ごく小型の植物が多く、たとえばヒナノシャクジョウ科やホンゴウソウ科のものは多くは背丈が数センチであり、地表をなめるように観察しなければ発見できない。さらにラン科のリザンテラは全草が地下にあり、花すら地表より下で開花する。他方で同じラン科のツチアケビは高さが1m近くなり、全株が橙色で秋には大きな果実を鈴なりにつけるため非常に目立つ。タカツルランはさらに大型で、つる植物となり樹木にはい上がる。
また後述のように、一見十分な量の緑葉を備え光合成で自活をしているように見えながら、実は有機物などの供給を共生菌に大きく依存しており、完全に自活してはいない植物もかなりあることが知られている。
地下部は、根があまり発達しないものが多い。地下茎のみ発達するものもある。多くのものの根は短くて太く、ここで菌類と共生している。根を失っているものでは共生の場は地下茎となる。
菌根のタイプはラン菌根、モノトロポイド菌根が代表的であり、これらは植物が菌に寄生する菌根である。中にはアーバスキュラー菌根を形成して、培養不可能な絶対共生菌として知られるアーバスキュラー菌根菌に寄生するものもある。

## 生育環境
多くの腐生植物は森林に生育する。一部は特に安定した原生林に近い環境を必要とするらしく、そのような種には生育環境の減少から絶滅危惧種になっているものもある。ラン科には、洋ランなど培地で発芽・生育させることができる種類と、生活環のほとんどを限られた種類の菌根に由来する種類とがあり、後者には発見例がほとんどない希少種も少なくなく、適合する菌根の種類や発生、生育条件の研究さえ手付かずでいまだに不明なものも多い。このため事実上栽培不可能であるにもかかわらず、洋ランなどと同じような安易な方法で栽培を行おうとする野生ランの栽培ブームによって乱獲されて数を減らしたものもある。
一方で、腐植を多量にすきこんだ畑地などで種の生育条件がたまたま整ってしまったため大発生する例も知られている。見かけが奇妙な植物なので、人目を引いて新聞種になることもある。
腐生植物は腐植土ではなく適合し共生する菌根菌とともに育てなくてはならないため、植木鉢に移しても育てたり栽培することはほとんど不可能である。逆に、菌類の生育環境を整え、それを利用して腐生植物を栽培した例はある。例えば木材腐朽菌に依存する種であれば適合する菌が蔓延した木材と共に、また他の植物と菌根を形成している菌根菌に依存する種であれば適合する菌と共生している緑色植物と共に植えることで、栽培に成功している例が報告されている。

## 菌類との関係
多くの植物は葉（や茎）で光合成をおこない、それによって生活のエネルギーを得ている独立栄養生物である。しかし、外部から有機物を取り込んで生活する従属栄養で生活する植物も存在する。その一つは寄生植物であり、他の植物の体に根などに由来する吸器を差し込んで栄養を吸収して生活している。腐生植物の場合、これに似て見えるが、寄生の対象の植物が存在しない。そこで、腐植から栄養を得ている、つまり死んだものに寄生しているのだと考え、死物寄生という用語を与えたことがあった。
その後、菌類から養分を得ていることがわかり、腐生植物という用語が使われるようになった。この用語は、これらの植物が菌類と共生し、これを通じて間接的に腐植などから栄養素を得ている、という理解で与えられたものである。しかし、植物にとって栄養的宿主となる菌は腐生菌とは限らず、光合成を行う植物に依存する絶対共生性の菌根菌と共生するものもあり、植物遺体から栄養を得ているとは限らないことが明らかになった。
腐生植物と呼ばれる植物は、栄養的宿主となる菌類が腐生性、菌根性、あるいは植物病原菌として殺生性を持つものであっても、植物が菌類に寄生している点は共通している。すなわち、これらはすべて栄養源を菌に依存する従属栄養植物であるといえる。このような栄養摂取様式を菌従属栄養と呼ぶ。腐生植物という用語は植物自体に腐生能力があるかのような誤解を招くものでもあり、共生菌も腐生性とは限らないことが明らかになってきたため、あまり適切ではないと見なされるようになりつつある。代わってより正確に栄養摂取様式を表す菌従属栄養植物という用語が使われるようになってきた。
ラン科植物はすべてが菌根を発達させるが、多くの分類群から独立に腐生植物になったものが見られる。また、ラン科植物と共生する菌にはナラタケやリゾクトニアのように強力な腐生能力を持つものが多数知られているが、キンランなど一部のランは腐生能力を持たない外菌根菌と共生してラン菌根を形成している。この場合、同じ一つの菌糸体が樹木と共生して外菌根を形成する一方でランと共生してラン菌根を形成し、光合成産物は樹木から菌糸体を経由してランに移行すると考えられている。

## 潜在的な腐生植物（部分的菌従属栄養植物）
植物の中には、緑葉によって十分な光合成が可能に見えるにもかかわらず、菌根からの有機物供給に深く依存しているもの、また生活史の一時期に限って腐生植物としての生活を送るものが知られている。
ラン科の植物は、野生条件下では種子の発芽に特定の系統群の担子菌、あるいは担子菌由来の不完全菌からの栄養素の供給が不可欠であり、菌類に依存したこのような発芽様式を菌発芽と呼ぶ。また、ある程度の大きさに実生が成長するまでは菌類に依存することが知られている。この段階は着生生活をするランでは短いが、地生のランの中にはしばしばこの状態で非常に長い期間地下生活を送り、かなりの大きさになってから初めて葉を伸ばして光合成を行うようになるものが知られている。例えばシュンラン属の地生ランの実生はショウガの根茎状の姿で長期間地下生活を送る。この段階は正に腐生植物としての生活を送っているとみなすことができる。
ラン科植物には、緑葉が発達しているにもかかわらず鉢植え栽培が著しく困難な種が数多く知られている。例えば都市公園の芝生にもよく自生しているネジバナも、他の植物と共に植木鉢に植えておくとよく成長するのに、単独で鉢植えにすると短期間で弱ってしまい、意外に栽培が難しいことが知られている。
イチヤクソウ科（現在のAPG分類体系ではツツジ科の1系統としている）の植物は、日当たりのよい環境に葉を展開して光合成で生活しているように見えても、単独で植木鉢に植えて育てると通常うまく育たずに枯死してしまう。2000年代になって日本産のベニバナイチヤクソウの根には、イボタケ科などの周囲の樹木との間に外菌根を作って共生している複数の種の菌根菌の菌糸が一株の根に同時に入り込んでアルブトイド菌根を形成し、樹木が光合成によって同化した有機物が菌根菌を介してベニバナイチヤクソウに供給されていることが、共生菌の遺伝子解析と、ラジオアイソトープをトレーサとして用いた研究によって証明された。さらに種子発芽の段階ではロウタケ属菌による菌発芽を行っていることが報告された。また、ベニバナイチヤクソウはカラマツなどと一緒に鉢に植えると、外菌根菌と三者共生を成立させて長期間生存可能であることも知られている。
種子植物以外にも、胞子で繁殖するためにシダ植物としてまとめられている維管束植物の中に、生活史の一時期を腐生植物として送るものが知られている。例えば、マツバラン類、ハナワラビ類、ハナヤスリ類、ヒカゲノカズラ類などの配偶体は真正シダ類の配偶体のような前葉体ではなく、地中に埋もれて葉緑素を持たない芋状の形であることが多い。この内部には外部からアーバスキュラー菌根菌の菌糸が入り込んで有機物を供給しており、一種の腐生植物として生活を送っている。

## 腐生植物の例
大部分が単子葉植物である。日本に生育する代表的なものを以下にあげる。
双子葉植物
- ツツジ科シャクジョウソウ亜科（APG体系。古い分類ではイチヤクソウ科、または腐生植物のみ細分しシャクジョウソウ科としていた。）

ギンリョウソウ属：ギンリョウソウ（菌根菌のベニタケ属に依存）
シャクジョウソウ属：シャクジョウソウ（菌根菌のキシメジ属に依存）
単子葉植物
- ラン科

ツチアケビ属：ツチアケビ（木材腐朽菌のナラタケに依存）・タカツルラン
コオロギラン属：コオロギラン
オニノヤガラ属：オニノヤガラ（木材腐朽菌のナラタケに依存）・ヤツシロラン
ムヨウラン属：ムヨウラン
トラキチラン属：トラキチラン・タシロラン（木材腐朽菌のナヨタケ科の一種に依存）
ショウキラン属：ショウキラン
シュンラン属：マヤラン
サイハイラン属：モイワラン（腐植分解菌のナヨタケ科の一種に依存）
- ヒナノシャクジョウ科

ヒナノシャクジョウ属：ヒナノシャクジョウ・ルリシャクジョウ（アーバスキュラー菌根菌に依存）
タヌキノショクダイ属：タヌキノショクダイ
- サクライソウ科

サクライソウ属：サクライソウ
- ホンゴウソウ科

ホンゴウソウ属：ホンゴウソウ・ウエマツソウ（アーバスキュラー菌根菌に依存）